# アンドレアス・セッピ
アンドレアス・セッピ（Andreas Seppi, 1984年2月21日 - ）は、イタリア・ボルツァーノ出身の元男子プロテニス選手。これまでにATPツアーでシングルス3勝、ダブルス1勝を挙げている。右利き、バックハンド・ストロークは両手打ち。自己最高ランキングはシングルス18位、ダブルス50位。
2008年ハンブルク・マスターズベスト4。2012年ローマ・マスターズベスト8。4大大会では2015年全豪オープン男子シングルス3回戦で11年連続ベスト4進出のロジャー・フェデラーに勝利したことで話題になった。また4大大会66回連続出場の歴代3位の記録を持っている。
台湾のテニスメーカー製のプロケネックスのテニスラケットを使用している唯一のプロテニス選手である。

## 選手経歴

### 2002年 プロ転向
セッピは7歳でテニスを始め、2002年にプロに転向。しばらくは下部ツアーを転戦した。年間最終ランキングは352位。

### 2004年 グランドスラム初勝利
4大大会では2004年全米オープンで予選を勝ち上がり初出場し、1回戦で第11シードのライナー・シュットラーを3-6, 4-6, 7-6(5), 7-6(1), 6-1で破って初勝利を挙げ2回戦でミカエル・ロドラに0-6, 3-6, 6-3, 3-6で敗れた。年間最終ランキングは146位。

### 2005年 トップ100入り
2005年シーズンでは初めてトップ100入りを果たした。ATPマスターズ1000に4回出場し、最高の成績を収めたのは2005年ハンブルク・マスターズでのベスト8進出。デビスカップ2005ではフアン・カルロス・フェレーロに勝利したが、ラファエル・ナダルに敗れた。パレルモではディフェンディングチャンピオンのトマーシュ・ベルディハを破り、初めてツアーベスト4進出を果たした。準決勝ではイーゴリ・アンドレエフに敗れた。年間最終ランキングは68位。

### 2006年 トップ5選手から勝利
2006年のシドニー国際では準々決勝で当時4位のレイトン・ヒューイットを4-6, 7-5, 7-5で破った。ノッティンガム・オープンでも1回戦でスタン・ワウリンカ、2回戦でドミニク・フルバティ、準々決勝ではアンディ・マリーを破ってベスト4に進出した。年間最終ランキングは74位。

### 2007年 トップ50入り
2007年のアリアンツ・スイスオープン・グシュタードで初めてのツアー決勝に進出。決勝でポール＝アンリ・マチューに7–6(1), 4–6, 5–7で敗れ準優勝となった。年間最終ランキングは50位。

### 2008年 マスターズベスト4
2008年2月のABNアムロ世界テニス・トーナメントでは2回戦で当時世界ランキング2位のラファエル・ナダルを3-6, 6-3, 6-4で破る殊勲を挙げた。5月のハンブルク・マスターズでベスト4に進出。8月の北京五輪でオリンピックに初出場。シングルス1回戦でトミー・ロブレドを6-4, 4-6, 8-6で破り、2回戦でトマーシュ・ベルディハに3-6, 6-7(4)で敗れた。年間最終ランキングは35位。

### 2011年 ツアー初優勝
2011年6月のエイゴン国際でツアー2度目の決勝に進出。ヤンコ・ティプサレビッチが脚の故障で途中棄権し、セッピはツアー初優勝を果たした。年間最終ランキングは38位。

### 2012年 ツアー3勝目 トップ25入り
2012年5月のセルビア・オープンでは決勝でブノワ・ペールに6–3, 6–2で勝利しツアー2勝目を挙げた。全仏オープンでは3回戦でフェルナンド・ベルダスコを7-5, 3-6, 6-3, 4-6, 6-2で破り4大大会で初めて4回戦に進出した。4回戦では世界ランキング1位のノバク・ジョコビッチと対戦し第1、2セットを先取したが6-4, 7-6(5), 3-6, 5-7, 3-6の逆転で敗れた。ロンドン五輪で2度目のオリンピックに出場し、シングルス2回戦でフアン・マルティン・デル・ポトロに3-6, 6-7(2)で敗れた。10月のクレムリン・カップでは決勝でトマス・ベルッシを3–6, 7–6(3), 6–3で破りツアー3勝を挙げた。年間最終ランキングは23位。

### 2013年 トップ20入り
2013年全豪オープンで2度目の4大大会4回戦に進出した。4回戦でジェレミー・シャルディーに7-5, 3-6, 2-6, 2-6で敗れた。大会後のランキングで自己最高のシングルス18位を記録した。年間最終ランキングは25位。

### 2014年 デビス杯ベスト4
イタリア代表として、デビスカップに出場し、ベスト4に進出。準決勝でスイスに敗れた。年間最終ランキングは45位。

### 2015年 フェデラー撃破
2015年全豪オープン3回戦で第2シードのロジャー・フェデラーを6-4, 7-6, 4-6, 7-6で倒した。フェデラーとは11度目の対戦で初勝利。フェデラーは全豪では2001年以来14年ぶりの3回戦敗退となった。年間最終ランキングは29位。

### 2017年 グランドスラム4回戦進出
2017年全豪オープンでは全豪3度目の4回戦進出を果たす。4回戦で第4シードのスタン・ワウリンカに敗れた。年間最終ランキングは86位。

### 2021年 グランドスラム3回戦進出
全米オープンでは1回戦でマートン・フチョビッチを5本のマッチポイントを防いで2-6, 7-5, 6-4, 2-6, 7-6(13)のフルセットの末に初戦突破。2回戦では第10シードのホベルト・ホルカシュを2-6, 6-4, 6-4, 7-6(6)の逆転で破り、同大会4度目の3回戦進出を果たした。年間最終ランキングは102位。

### 2022年 引退
セッピは2022年10月に、地元イタリアのオルティゼーイ・チャレンジャーを最後に現役を引退した。年間最終ランキングは358位。

## ATPツアー決勝進出結果

### シングルス: 10回 (3勝7敗)
| 大会グレード                            |
| グランドスラム (0-0)                    |
| ATPワールドツアー・ファイナル (0-0)     |
| ATPワールドツアー・マスターズ1000 (0-0) |
| ATPワールドツアー・500シリーズ (0-1)    |
| ATPワールドツアー・250シリーズ (3–6)    |

| サーフェス別タイトル |
| ハード (1-4)         |
| クレー (1-1)         |
| 芝 (1-2)             |
| カーペット (0-0)     |

| 結果   | No. | 決勝日         | 大会           | サーフェス    | 対戦相手                         | スコア                     |
| ------ | --- | -------------- | -------------- | ------------- | -------------------------------- | -------------------------- |
| 準優勝 | 1.  | 2007年7月15日  | グシュタード   | クレー        | ポール＝アンリ・マチュー         | 7–6(1), 4–6, 5–7           |
| 優勝   | 1.  | 2011年6月18日  | イーストボーン | 芝            | ヤンコ・ティプサレビッチ         | 7–6(5), 3–6, 5–3, 途中棄権 |
| 優勝   | 2.  | 2012年5月6日   | ベオグラード   | クレー        | ブノワ・ペール                   | 6–3, 6–2                   |
| 準優勝 | 2.  | 2012年6月23日  | イーストボーン | 芝            | アンディ・ロディック             | 3–6, 2–6                   |
| 準優勝 | 3.  | 2012年9月23日  | メス           | ハード (室内) | ジョー＝ウィルフリード・ツォンガ | 1–6, 2–6                   |
| 優勝   | 3.  | 2012年10月21日 | モスクワ       | ハード (室内) | トマス・ベルッシ                 | 3–6, 7–6(3), 6–3           |
| 準優勝 | 4.  | 2015年2月8日   | ザグレブ       | ハード (室内) | ギリェルモ・ガルシア＝ロペス     | 6–7(4), 3–6                |
| 準優勝 | 5.  | 2015年6月21日  | ハレ           | 芝            | ロジャー・フェデラー             | 6–7(1), 4–6                |
| 準優勝 | 6.  | 2019年1月12日  | シドニー       | ハード        | アレックス・デミノー             | 5-7, 6-7(5)                |
| 準優勝 | 7.  | 2020年2月16日  | ニューヨーク   | ハード (室内) | カイル・エドモンド               | 5-7, 1-6                   |

### ダブルス: 7回 (1勝6敗)
| 結果   | No. | 決勝日         | 大会           | サーフェス    | パートナー               | 対戦相手                                        | スコア            |
| ------ | --- | -------------- | -------------- | ------------- | ------------------------ | ----------------------------------------------- | ----------------- |
| 準優勝 | 1.  | 2006年2月4日   | ザグレブ       | ハード (室内) | ダビデ・サンギネッティ   | ヤロスラフ・レビンスキー ミハル・メルティナク   | 6–7(7–9), 1–6     |
| 準優勝 | 2.  | 2010年7月18日  | ボースタード   | クレー        | シモーネ・バニョッツィ   | ロベルト・リンドステット ホリア・テカウ         | 4–6, 5–7          |
| 準優勝 | 3.  | 2010年10月10日 | 東京           | ハード        | ドミトリー・トゥルスノフ | エリック・ブトラック ジャン＝ジュリアン・ロジェ | 3–6, 2–6          |
| 準優勝 | 4.  | 2011年1月7日   | ドーハ         | ハード        | ダニエレ・ブラッチアリ   | ラファエル・ナダル マルク・ロペス               | 3–6, 6–7(4–7)     |
| 準優勝 | 5.  | 2011年6月16日  | イーストボーン | 芝            | グリゴル・ディミトロフ   | ジョナサン・エルリック アンディ・ラム           | 3–6, 3–6          |
| 準優勝 | 6.  | 2013年10月6日  | 北京           | ハード        | ファビオ・フォニーニ     | マックス・ミルヌイ ホリア・テカウ               | 4-6, 2-6          |
| 優勝   | 1.  | 2016年2月27日  | ドバイ         | ハード        | シモーネ・ボレッリ       | フェリシアーノ・ロペス マルク・ロペス           | 6–2, 3–6, [14–12] |

## 成績
略語の説明
| W | F | SF | QF | #R | RR | Q# | LQ | A | Z# | PO | G | S | B | NMS | P | NH |

W=優勝, F=準優勝, SF=ベスト4, QF=ベスト8, #R=#回戦敗退, RR=ラウンドロビン敗退, Q#=予選#回戦敗退, LQ=予選敗退, A=大会不参加, Z#=デビスカップ/BJKカップ地域ゾーン, PO=デビスカップ/BJKカッププレーオフ, G=オリンピック金メダル, S=オリンピック銀メダル, B=オリンピック銅メダル, NMS=マスターズシリーズから降格, P=開催延期, NH=開催なし.
| 大会           | 2003 | 2004 | 2005 | 2006 | 2007 | 2008 | 2009 | 2010 | 2011 | 2012 | 2013 | 2014 | 2015 | 2016 | 2017 | 2018 | 2019 | 2020 | 2021 | 2022 | 通算成績 |
| -------------- | ---- | ---- | ---- | ---- | ---- | ---- | ---- | ---- | ---- | ---- | ---- | ---- | ---- | ---- | ---- | ---- | ---- | ---- | ---- | ---- | -------- |
| 全豪オープン   | A    | LQ   | LQ   | 1R   | 2R   | 2R   | 1R   | 1R   | 2R   | 1R   | 4R   | 2R   | 4R   | 3R   | 4R   | 4R   | 3R   | 2R   | 1R   | 1R   | 21–17    |
| 全仏オープン   | A    | LQ   | LQ   | 1R   | 1R   | 1R   | 2R   | 2R   | 2R   | 4R   | 3R   | 3R   | 1R   | 1R   | 2R   | 1R   | 1R   | 1R   | 2R   | LQ   | 12–16    |
| ウィンブルドン | A    | LQ   | 1R   | 2R   | 2R   | 3R   | 3R   | 2R   | 2R   | 1R   | 4R   | 1R   | 3R   | 2R   | 2R   | 2R   | 2R   | NH   | 2R   | LQ   | 18–16    |
| 全米オープン   | LQ   | 2R   | 1R   | 1R   | 1R   | 3R   | 1R   | 1R   | 1R   | 1R   | 3R   | 2R   | 3R   | 2R   | 1R   | 2R   | 1R   | 1R   | 3R   | LQ   | 12–18    |

大会最高成績
| 大会                 | 成績 | 年               |
| -------------------- | ---- | ---------------- |
| ATPファイナルズ      | A    | 出場なし         |
| インディアンウェルズ | 3R   | 2013-2015        |
| マイアミ             | 4R   | 2013             |
| モンテカルロ         | 3R   | 2014, 2018       |
| マドリード           | 3R   | 2009             |
| ローマ               | QF   | 2012             |
| カナダ               | 2R   | 2013, 2014       |
| シンシナティ         | 3R   | 2008             |
| 上海                 | 3R   | 2010             |
| パリ                 | 3R   | 2011             |
| ハンブルク           | SF   | 2008             |
| オリンピック         | 2R   | 2008, 2012, 2016 |
| デビスカップ         | SF   | 2014             |